# Animago
No universo ficcional de Harry Potter, chama-se um animago (na versão brasileira) ou animagus (na versão portuguesa e na original) o bruxo que é capaz de se transformar em um animal sem o uso da varinha. Apenas uma pequena parte da população bruxa é composta de animagos, pois conseguir a transformação perfeita em um animal requer muito estudo e prática.
O Ministério da Magia insiste em registrar os animagos porque essa habilidade pode ser utilizada para atividades secretas e criminosas, por motivos óbvios. Nesse registro consta em que animal a pessoa se transforma, o que ela faz, quais são seus sinais de identificação e outros dados. Animagos que não se registrarem perante o Ministério da Magia são considerados ilegais. Em entrevista, a autora afirmou que você não escolhe em qual animal você vai se transformar.
Um animago é diferente de um bruxo transfigurado em animal por diversos pontos: o animago mantém a consciência humana, podendo raciocinar como humano. Já humanos transfigurados em animais se transformam em animais por inteiro, pois perdem a consciência de terem sido bruxos, e precisam de alguém para o transfigurar de volta em um humano. Exemplos de bruxos transfigurados em animais são Draco Malfoy, que foi brevemente transformado em doninha como punição por Bartô Crouch Jr disfarçado de Olho-Tonto Moody.

## Animagos conhecidos

### Da atualidade

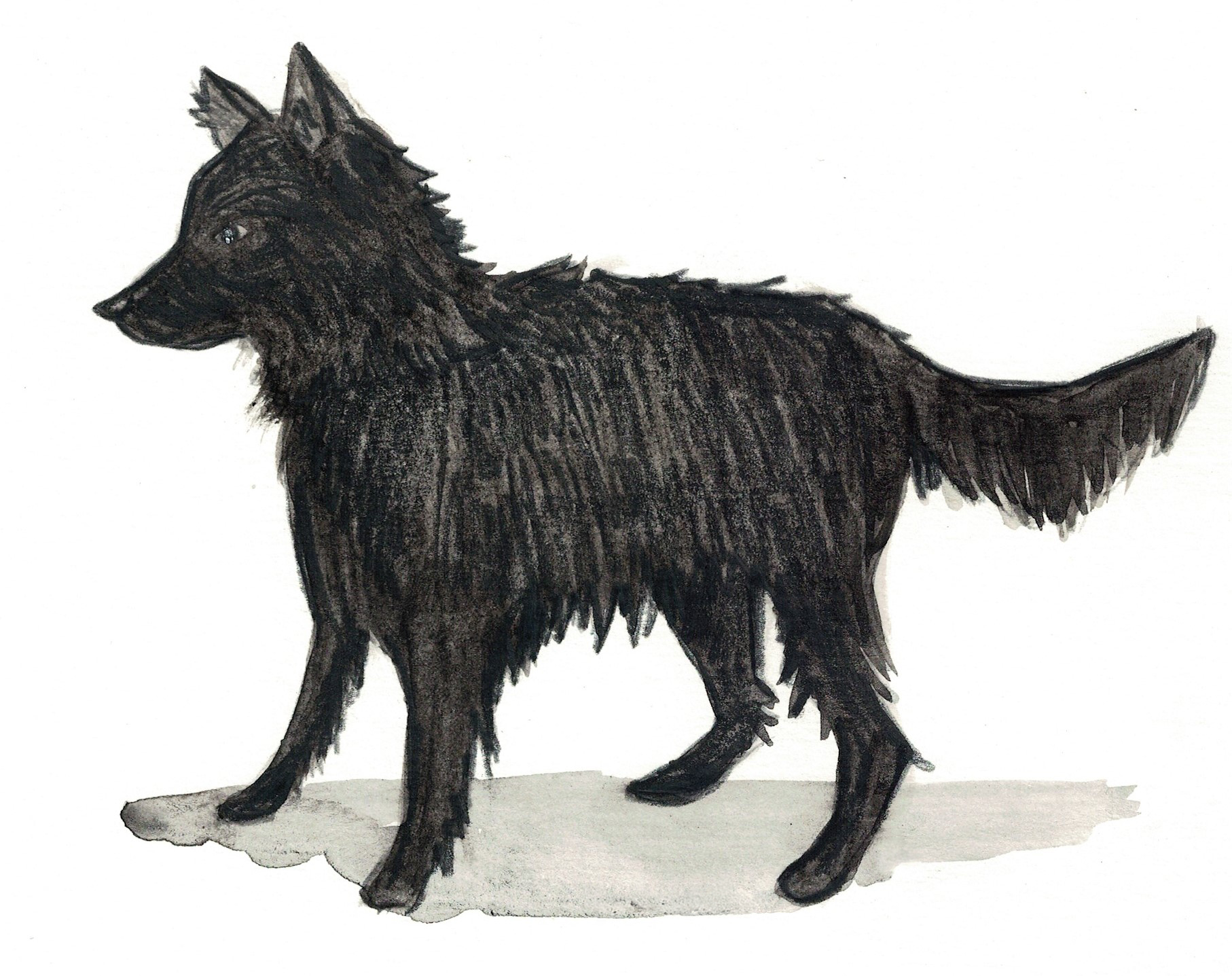
Uma fã-arte ilustrando Sirius Black como animago.

Em Harry Potter e o Prisioneiro de Azkaban, Hermione explica o registro do Ministério da Magia de animagos, e revela que só houve sete animagos registrados no século XX, e a Profª McGonagall é uma delas. Apesar disso, a série de livros mostra que houve quatro animagos ilegais, o que quer dizer que podem haver outros. Abaixo segue a lista de animagos que participaram da história:
- Minerva McGonagall, professora de Transfiguração de Hogwarts, é uma animaga legal capaz de transformar-se em gato, forma que usou para observar os Dursley, antes de Harry Potter ser entregue a eles, no início de Harry Potter e a Pedra Filosofal.[3] Ela se tornou animaga em decorrência de seus estudos em todas as áreas de Transfiguração.[4]
- A jornalista Rita Skeeter é uma animaga ilegal, que se transforma num besouro para conseguir informações para suas matérias, mas acabou sendo descoberta por Hermione.[5]
- Sirius Black é um animago ilegal. Toma a forma de um cachorro negro, forma que lhe deu o apelido de Almofadinhas.[6] Disfarçado de cão, Sirius conseguiu fugir de Azkaban.[7] Vigiava Harry na casa dos Dursley no início de Harry Potter e o Prisioneiro de Azkaban,[8] e passava despercebido enquanto era procurado pelo Ministério da Magia.
- Tiago Potter se transforma ilegalmente em um cervo, a mesma forma do patrono de seu filho, Harry, e por isso recebeu o apelido de Pontas.[6][9] Na forma de animal, Tiago convivia com Remo Lupin quando ele assumia a forma de lobisomem.[1][6]
- Pedro Pettigrew se trasforma ilegalmente em um rato. Disfarçado de rato ficou escondido por vários anos na família Weasley, sendo primeiramente bichinho de estimação de Percy Weasley, e depois passado a Rony Weasley.[1][6]

### Históricos
Pela história, houve vários animagos, reais ou fictícios, que ganharam fama e são conhecidos até os dias de hoje. Alguns deles, como Falco e Morgana, possuem figurinhas de Sapos de chocolate, que podem ser encontradas no terceiro jogo, e Babbity, que é personagem de um famoso conto de fadas bruxo.
- Falco Aesalon, que assumia a forma de um falcão, viveu na Grécia nos tempos antigos e foi o primeiro animago registrado.
- Morgana Le Fay foi uma bruxa da época medieval que assumia a forma de um pássaro. Era meia-irmã do Rei Arthur, envolvida com magia negra. Também era inimiga de Merlin. Morgana era a rainha de Ilha de Avalon.
- Cliodna era uma druida que, assim como Morgana, assumia a forma de pássaro. É uma das figurinhas que Harry achou na embalagem de sapos de chocolate no Expresso de Hogwarts no primeiro ano.[10]
- Babbity é um personagem dos Contos de Beedle, o Bardo. Ela aparece no conto "Babbity, a Coelha, e seu Toco Gargalhante" e é descrita como uma lavadeira bruxa que podia se transformar em um coelho velho e robusto, que pode falar. Animagos não podem falar em sua forma animal, e, em seus comentários, Dumbledore diz que Beedle provavelmente nunca conheceu um animago, por isso o erro. Historiadores dizem que a personagem pode ter sido baseada em Lisette de Lapin.[4]
- Lisette de Lapin é uma bruxa que foi condenada a morte em 1422 por feitiçaria, mas que sumiu de sua cela na véspera de sua execução. Lisette poderia ser uma animaga que se transformou em um animal pequeno o bastante para passar pelas grades da prisão. Apesar de nunca ter sido comprovado, um grande coelho branco foi visto navegando no Canal da Mancha sobre um caldeirão com vela, e um coelho bem parecido se tornou um conselheiro de confiança do rei trouxa Henrique VI.